# Michael Adams (scacchista)
Michael Adams (Truro, 17 novembre 1971) è uno scacchista britannico, grande maestro.
Il suo miglior piazzamento nella graduatoria mondiale è stato il quarto posto, che ha ottenuto diverse volte tra il 2000 e il 2002. Il miglior punteggio elo è stato raggiunto nel settembre del 2013, dopo aver vinto il prestigioso torneo Dortmunder Sparkassen Chess Meeting, quando ha totalizzato 2 761 punti elo e la 12ª posizione assoluta (1º posto tra gli scacchisti del Regno Unito) .
Moltissimi i tornei vinti dal campione Britannico: da segnalare la conquista per nove volte 1989, 1997, 2010, 2011, 2016, 2018, 2019, 2023 e 2025  del titolo di Campione britannico assoluto, con la nazionale Inglese ha conquistato la medaglia di Bronzo alle Olimpiadi degli scacchi di Novi Sad del 1990 e nel 2004 una medaglia di bronzo come miglior risultato individuale di 1^ scacchiera. Ha partecipato a diversi tornei dei candidati per il titolo mondiale. A livello individuale nel 2004 Adams ottiene probabilmente il risultato più importante della sua luminosa carriera, al Campionato del Mondo ad eliminazione diretta svoltosi a Tripoli in Libia, Michael giunge in finale contro il grande maestro uzbeko Rustam Qosimjonov. 
È noto anche come scrittore di alcuni libri didattici sugli scacchi.
Nel maggio 2017, 2018, 2019, 2020, 2021, 2022 e 2023 vince per sette volte il Campionato tedesco a squadre con il OSG Baden-Baden.
Nel novembre 2019 vince a Dulcigno la 35^ European Club Cup con la squadra del Obiettivo Risarcimento Padova.
Nel gennaio 2021 vince il Caplin British Online Championship 2020 con 7 punti su 9 e battendo allo spareggio Ameet Ghasi.
Nel 2023, in novembre vince il mondiale over 50 di Terrasini con 8,5 punti su 11, avendo la meglio sul turco Suat Atalık per spareggio tecnico e in dicembre il torneo London Chess Classic.